# Monte Verde, Comapa
Monte Verde är en ort i Mexiko.   Den ligger i kommunen Comapa och delstaten Veracruz, i den sydöstra delen av landet, 260 km öster om huvudstaden Mexico City. Monte Verde ligger 578 meter över havet och antalet invånare är 108.
Terrängen runt Monte Verde är varierad, och sluttar brant österut. Runt Monte Verde är det ganska tätbefolkat, med 78 invånare per kvadratkilometer. Närmaste större samhälle är Paso del Macho, 17,6 km söder om Monte Verde. I omgivningarna runt Monte Verde växer huvudsakligen savannskog.